# Barbora Kroužková
Barbora Kroužková (* 6. září 1973 Praha) je česká rozhlasová a televizní novinářka a moderátorka, od března 2023 moderuje v České televizi pořady Události a Události, komentáře.

## Životopis
V letech 1997 až 2001 vystudovala bakalářský obor politologie a mezinárodní vztahy a v letech 2001 až 2004 pak magisterský obor politologie na Fakultě sociálních věd Univerzity Karlovy v Praze. Absolvovala roční studijní pobyt v Paříži ve Francii (1994/1995) a v Sydney v Austrálii (2002/2003).
Jejím hlavním působištěm byl nejprve Český rozhlas, kde v letech 1992 až 1999 pracovala jako redaktorka na stanici ČRo1 Radiožurnál a v letech 2003 až 2006 jako moderátorka na stejné stanici. Mezitím v roce 1998 krátce působila jako redaktorka TV Prima a v roce 1999 pak na rozhlasové stanici Frekvence 1, kde moderovala pořad Press klub.
Od roku 2006 je jejím hlavním působištěm Česká televize. Uváděla zde pořady 21 a Dobré ráno, v roce 1995 společně s Petrem Vichnarem moderovala mezinárodní televizní soutěžní pořad Hry bez hranic. Od roku 2006 moderovala pořady na stanici ČT24, a to Studio 6, Studio ČT24, Vedlejší efekty, Před polednem, Před půlnocí. Byla také jednou z moderátorek Interview ČT24.
Od března 2023 doplnila moderátorský tým Událostí a stala se novou tváří pořadu, stejně tak začala moderovat Události, komentáře.